# Deutsche Poolbillard-Meisterschaft 1997 (Damen)
Die Deutsche Poolbillard-Meisterschaft 1997 war die 17. Austragung zur Ermittlung der nationalen Meistertitel der Damen in der Billardvariante Poolbillard. Sie wurde in Schaafheim ausgetragen.
Es wurden die Deutschen Meisterinnen in den Disziplinen 14/1 endlos, 8-Ball, 9-Ball und 8-Ball-Pokal ermittelt.

## Medaillengewinnerinnen
| Disziplin    | Gold                                   | Silber                         | Bronze                       | Bronze                        |
| ------------ | -------------------------------------- | ------------------------------ | ---------------------------- | ----------------------------- |
| 14/1 endlos  | Ilona Bernhard (Bad Kreuznach)         | Franziska Stark (Schwetzingen) | Michaela Rank (Frankenthal)  | Birgit Reimann (Bremen)       |
| 8-Ball       | Ilona Bernhard (Bad Kreuznach)         | Sandra Ortner (Böblingen)      | Sylvia Buschhüter (München)  | Natascha Niermann (Eversburg) |
| 9-Ball       | Susanne Bahnsen (Kieler Billard Union) | Ilona Bernhard (Bad Kreuznach) | Michaela Rank (Frankenthal)  | Karin Mayet (München)         |
| 8-Ball-Pokal | Britta Görlitz (PBC Schwerte 87)       | Mandy Antony (Berlin)          | Daniela Husseneder (München) | Sabine Wenger (Ingolstadt)    |